# David Giles
 David James Giles (ur. 27 listopada 1964 w Sydney) – australijski żeglarz sportowy. Brązowy medalista olimpijski z Atlanty.
Brał udział w czterech igrzyskach (IO 92, IO 96, IO 00, IO 04). Brązowy medal w Atlancie zdobył w klasie Star. Wspólnie z nim płynął Colin Beashel. W 1998 wspólnie zdobyli mistrzostwo świata, w 1999 zostali mistrzami Europy. W 1993 i 1995 był mistrzem globu w klasie Etchells.